# Jersey Boys
Jersey Boys é um musical que conta a história da carreira do cantor estadunidense Frankie Valli e a banda que integra, Four Seasons. Inclui sucessos da banda, como Big Girls Don´t Cry, Sherry, Can´t Take My Eyes Off You, Walk Like a Man, December, 1963 (Oh, What a Night), entre outras. O título do espetáculo refere-se ao fato dos integrantes da banda serem oriundos de New Jersey.
O musical estreou na Broadway em 2005, onde está em cartaz atualmente, além de outros locais, que incluem Las Vegas, Londres, Seul e um tour pela Holanda. Em 2006, Jersey Boys ganhou 4 Tony Awards, incluindo Melhor Musical.
Ganhou uma adaptação para o cinema em 2015, dirigida por Clint Eastwood e com a maior parte do mesmo elenco da Broadway.